# Faverelles
Faverelles – miejscowość i gmina we Francji, w Regionie Centralnym, w departamencie Loiret.
Według danych na rok 1990 gminę zamieszkiwały 172 osoby, a gęstość zaludnienia wynosiła 9 osób/km² (wśród 1842 gmin Centre, Faverelles plasuje się na 966. miejscu pod względem liczby ludności, natomiast pod względem powierzchni na miejscu 690.).